# Świerklany Górne
Świerklany Górne (niem. Oberschwirklau, Ober Schwirklau) – część wsi Świerklany i sołectwo w Polsce w gminie Świerklany. Położone na Górnym Śląsku, w województwie śląskim, w powiecie rybnickim.
W latach 1975–1998 miejscowość administracyjnie należała do województwa katowickiego.
Do 30 grudnia 1999 Świerklany Górne były siedzibą gminy Świerklany (siedziba została przeniesiona do Jankowic Rybnickich). Do 31 grudnia 2006 była samodzielną wsią.
W miejscowości znajduje się szkoła podstawowa, przedszkole, posterunek policji i remiza ochotniczej straży pożarnej. W zachodniej części miejscowości znajdował się pomnik przyrody „Buk Sobieskiego”, ścięty w 2021 roku.

## Nazwa
Nazwa wsi wywodzi się od polskiej nazwy drzewa – świerk. Niemiecki geograf oraz językoznawca Heinrich Adamy zaliczył ją do grupy miejscowości, których nazwy wywodzą się „von swierk = Fichte (pinus abies)”. W swoim dziele o nazwach miejscowych na Śląsku wydanym w 1888 roku we Wrocławiu wymienia on nazwę wsi w formie Swirklau podając jej znaczenie „Fichtendorf” – „Wieś świerków, świerkowa wieś”. Niemcy zgermanizowali nazwę na Schwirklau w wyniku czego utraciła ona swoje pierwotne znaczenie.
W księdze łacińskiej Liber fundationis episcopatus Vratislaviensis (pol. Księga uposażeń biskupstwa wrocławskiego) spisanej za czasów biskupa Henryka z Wierzbna w latach 1295–1305 miejscowość wymieniona jest w zlatynizownej formie Swrklant.

## Historia
W połowie XIX wieku większość mieszkańców stanowiła ludność polskojęzyczna. Topograficzny opis Górnego Śląska z 1865 roku odnotowuje, że w miejscowości jest „68 gospodarstw domowych z 371 osobami z czego 342 mówi tylko po polsku” – „68 Haushaltungen 371 Menschen, von denen 342 nur polnisch sprechen.”.

## Sport
30 maja 1920 roku w Radziejowie utworzone zostało gniazdo najstarszej polskiej organizacji sportowej Polskiego Towarzystwa Gimnastycznego „Sokół”. Koło to podlegało organizacyjnie Towarzystwu Gimnastycznemu „Sokół” w Rybniku i należało do szeregu sekcji gimnastycznych śląskiego Sokoła. Początkowo w roku 1920 koło tej organizacji w Świerklanach liczyło 19 członków. Rozwój działalności Sokoła przerwał w 1939 roku wybuch II wojny światowej. W okresie powojennym nie została reaktywowana ponieważ członkowie oraz sama idea towarzystwa była prześladowana przez władze komunistyczne.

## Urodzeni w miejscowości
- W miejscowości urodził się Leopold Smyczek – powstaniec śląski, prezes regionalnego oddziału Związku Powstańców Śląskich[13].